# Reserva Natural das Lagoas de Santo André e da Sancha
A Reserva Natural das Lagoas de Santo André e da Sancha, criada em agosto de 2000, insere-se em dois sistemas lagunares costeiros de grande importância biológica, nomeadamente em termos ecológicos, ictiológicos, botânicos e ornitológicos. As dunas envolventes desempenham um papel fundamental na protecção das lagoas e apresentam uma vegetação característica, incluindo algumas espécies endémicas. A faixa litoral constitui uma zona de passagem de golfinhos e aves de grande importância. É um local classificado como sítio Ramsar
Nesta reserva existe o registo de 241 espécies. Destaque para a águia-sapeira (Circus aeruginosus), a chilreta (Sterna albifrons), a cigarrinha-ruiva (Locustella luscinioides), a garça-vermelha (Ardea purpurea), o galeirão (Fulica atra), a garça-pequena (Ixobrychus minutus), a frisada (Anas strepera), a marrequinha (Anas crecca), o Marreco (Anas querquedula), a ógea (Falco subbuteo), o pato-de-bico-vermelho (Netta rufina), o pato-trombeteiro (Anas clypeata), o noitibó-de-nuca-vermelha (Caprimulgus ruficollis) e o rouxinol-pequeno-dos-caniços (Acrocephalus scirpaceus).

## Clima
O clima é subtropical mediterrâneo. ( Trewartha CS, Bioclima termomediterraneo Seco Superior )
A região apresenta Invernos amenos e chuvosos e verões agradáveis, soalheiros e secos.
Existe forte influência marítima que modera as temperaturas e regula a humidade atmosférica.
As temperaturas mantêm-se em geral amenas todo o ano excepto em períodos de ventos de levante, quando estas podem subir ( verão) ou descer (inverno) vertiginosamente durante alguns dias, assim como exibir um acentuar da amplitude térmica diária.
O regime de ventos é um importante factor no clima da região. Os ventos dominantes são os do quadrante norte e noroeste.
No inverno é normal ocorrerem períodos com ventos do quadrante oeste, associados à frente polar, enquanto que no Verão em praticamente todos os dias ocorrem ventos de nordeste durante a noite que rodam a noroeste e oeste durante a tarde ( nortada), associados às altas pressões subtropicais que ocorrem junto dos Açores e à baixa térmica da Ibéria.
No verão (especialmente em Junho e Julho) são comuns brisas marítimas moderadas a fortes de NW e W, com transporte de ar húmido e fresco com temperatura em torno aos 20ºC e humidade até 90%. Na segunda metade do verão (Agosto a Outubro) os ventos tendem a ser menos intensos. 
No inverno por vezes surgem temporais com fortes ventos de sudoeste ou sul que depois rodam para noroeste, associados à passagem de perturbações da frente polar. Também ocorrem períodos de vento calmo ou de leste associados a anticiclones de origem térmica, resultando em noites frias e dias amenos.
Quanto às temperaturas, as médias anuais rondam os 17ºC.
Nos meses mais quentes,(Maio a Outubro) as médias mensais rondam os 17-23ºC, com valores mínimos noturnos tipicamente em torno aos 13-19ºC e máximos diurnos entre os 20 e os 32ºC.
Nos meses mais frios (Novembro a Abril) as médias mensais rondam 10ºC a 15ºC, com valores mínimos noturnos entre os 5ºC e os 15ºC e valores máximos diurnos entre 12ºC e 25ºC. 
Durante o ano ocorrem picos esporádicos que podem variar entre os -3/0ºCº de mínima absoluta (Janeiro/Fevereiro) e os 38ºC/41°C de máxima absoluta (Junho a Setembro). 
A precipitação média anual ronda 500 a 600 mm, a época chuvosa fixa-se entre  Outubro e Abril, quando se contabiliza a quase totalidade da precipitação, já que no verão, nomeadamente entre Junho e Setembro, são raras e incertas as chuvas, geralmente ocorrendo sob forma de trovoadas ou aguaceiros dispersos e pouco frequentes. 
A precipitação apresenta um carácter torrencial típico do sul do pais e das restantes áreas mediterrâneas, ocorrendo de forma concentrada, em poucos dias, aquando da chegada de tempestades atlânticas na época chuvosa. 
Também é normal a ocorrência de forte variação da precipitação entre os anos, havendo anos mais chuvosos seguidos de anos secos.
As alterações climáticas nas últimas décadas evidenciam um padrão de redução da precipitação no Inverno, maior concentração da precipitação na Primavera e no Outono e mais episódios de precipitação torrencial, com menos dias de chuva mas com maior intensidade média. A redução da precipitação no Inverno, altura de menor evapotranspiração, é preocupante já que afeta a recarga dos aquíferos e dos sistemas lagunares, as chuvas que ocorrem nas outras estações do ano tendem a perder-se rapidamente por evaporação.
No que toca à temperatura, tem-se observado uma subida gradual nas últimas décadas.
A conjugação da subida da temperatura com a alteração do regime pluviométrico poderá vir a acentuar as situações de seca nas próximas décadas, mesmo que a precipitação média anual não sofra quebras muito significativas.
Os nevoeiros são moderadamente frequentes. A humidade do ar costuma manter-se elevada, mesmo em períodos mais quentes, acentuando a sensação de calor no verão e de frio no inverno.
A insolação media anual é muito elevada, das mais altas do pais e da Europa, rondando as 3000h.
O mar apresenta-se, regra geral, bastante mais revolto que o do Algarve, mas mais calmo que o do litoral a norte do Cabo Raso, a ondulação predomina de WNW com altura média de cerca de 2m. Quando tempestades se aproximam da costa ou atingem-na, na época das chuvas, podem ocorrer temporais de W/SW com ondulação até 10-15m. 
Com as alterações climáticas tem-se observado uma redução da intensidade da ondulação, ainda assim são raros os dias com ondulação fraca (inferior a 0,5m).
A água do mar é muito rica em nutrientes/vida aquática e límpida mas também fria, dado o frequente upwelling gerado pelo regime de ventos de norte. A temperatura da água do mar varia entre os 13/16ºC em Janeiro/Fevereiro e os 17/22ºC em Agosto/Setembro.